# Pitzhanger Manor-House

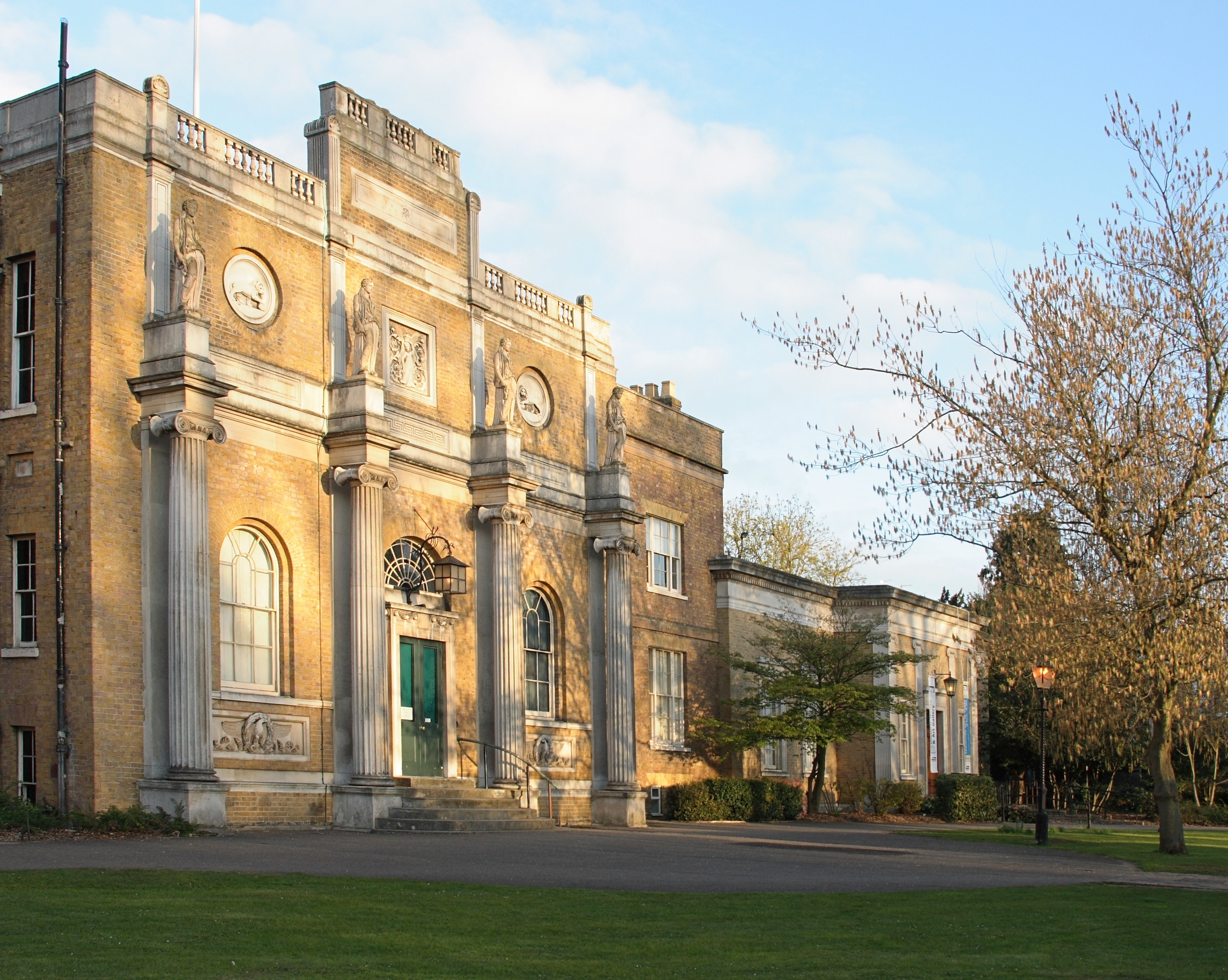
Pitzhanger Manor-House

Pitzhanger Manor-House ist ein ehemaliges Herrenhaus im Londoner Stadtteil Ealing. Wesentliche Teile des Gebäudes entwarf der namhafte Architekt John Soane, der das Anwesen 1800–1810 besaß. Nach wechselnden Besitzern diente das Haus mehrere Jahrzehnte als öffentliche Bibliothek, bevor es 1985 in ein Ausstellungszentrum umgewandelt wurde.

## Von der Familie Pitshanger zum ersten Manor House
Der Name Pitzhanger geht zurück auf die Familie Pitshanger (auch Putelshanger), die im 13. Jahrhundert in Ealing als Landbesitzer erwähnt wird. Das heutige Pitzhanger Manor-House mit dem angrenzenden Walpole Park sind die verbleibenden Teile eines ursprünglich erheblich größeren Anwesens, dessen frühere Bezeichnungen Pits Hanger Manor Farm oder Pitts Hanger lauteten.
Auf diesem Landbesitz befanden sich im 18. Jahrhundert zwei Herrenhäuser, von denen das kleinere, ein einfaches Backsteingebäude, als Manor House oder Pitshanger Farmhouse bezeichnet und 1908 abgerissen wurde. Das größere Gebäude, das heutige Pitzhanger Manor-House, befindet sich etwa 1,5 Kilometer südlich des alten Manor House. Es wurde ursprünglich um 1770 vom Architekten George Dance der Jüngere für den Bankierssohn Thomas Gurnell erbaut. Dessen Schwiegertochter Susannah Gurnell (in zweiter Ehe Susannah Peyton) veräußerte den Besitz 1799 an den Architekten John Soane.

## John Soane
Soane arbeitete seit 1788 als Architekt und Surveyor (Sachverständiger) für die Bank of England, in dieser Position erwarb er das von seinem Lehrer Dance entworfene Pitzhanger Manor als Wochenendhaus für sich und seine Familie. Ursprünglich bestehend aus einem Mittelbau mit südlichem und nördlichem Anbauten, ließ Soane nur den Südflügel stehen. Der neue Mittelbau ist ein zweigeschossiger Backsteinbau, dessen Fassade von Keramikstatuen bekrönte ionische Säulen, Medaillons und Relieffelder aus Portland-Stein schmücken. Zusammen mit dem eingeschossigen Nordflügel wurde der Neubau 1804 fertiggestellt. Soane bewohnte das Haus bis 1810 und bewahrte dort einen Teil seiner stetig wachsenden Sammlung von Gemälden, Büchern, Architekturzeichnungen und -fragmenten auf, die heute im Londoner Sir John Soane’s Museum zu sehen sind. Die heutige Schreibweise von Pitzhanger mit einem „Z“ geht auf ihn zurück.

## Pitzhanger Manor-House heute
Nach dem Verkauf von Pitzhanger Manor durch Soane wechselten die Eigentümer mehrfach. 1832 erwarb Eric Mackay, 7. Lord Reay (1773–1847), das Anwesen, bevor es von 1844 bis 1900 von den Töchtern des ermordeten britischen Premierministers Spencer Perceval bewohnt wurde. 1901 erwarb der Gemeinderat (District Council) von Ealing das Gebäude und nutzte es nach entsprechenden Umbauten als öffentliche Bücherei. Zu diesem Zweck entstand 1938–1940 ein Erweiterungsbau an den von Dance errichteten Südflügel. 1985 zog die Bücherei von Pitzhanger Manor in das Ealing Broadway Shopping Centre um.
Das Gebäude dient heute der PM Gallery als Ausstellungsort. Neben einer Sammlung von englischer Keramik der Martin Brothers aus der Zeit von 1873 bis 1923 zeigt die Galerie wechselnde Ausstellungen zeitgenössischer Künstler. Der von Soane entworfene Gebäudeteil wird nach Originalplänen sukzessive restauriert. Im angrenzenden Walpole Park, der seit 1901 der Öffentlichkeit zugänglich ist, findet sich eine von Soane entworfene Steinbrücke.

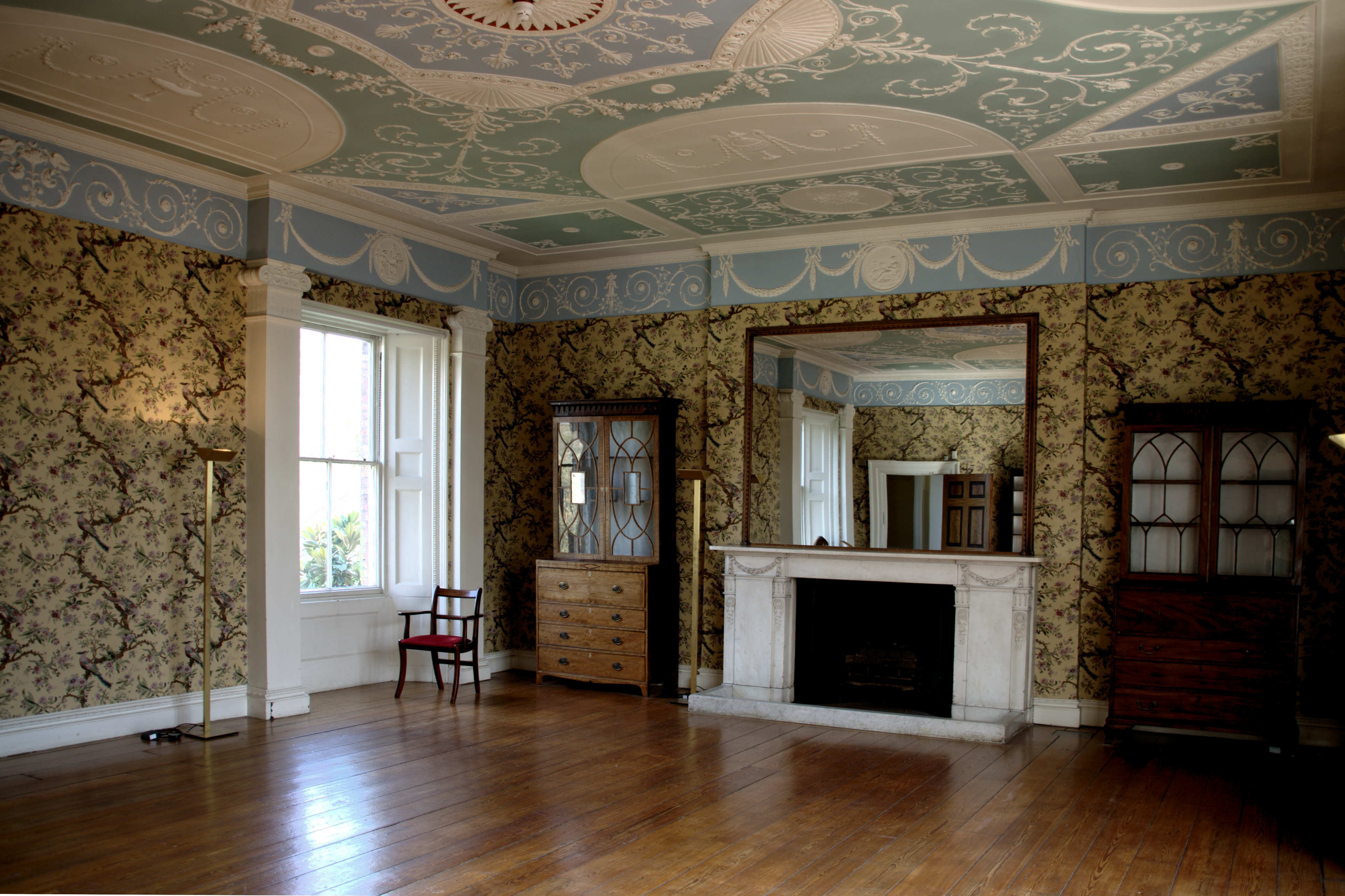
Innengestaltung nach George Dance, später von John Soane modernisiert
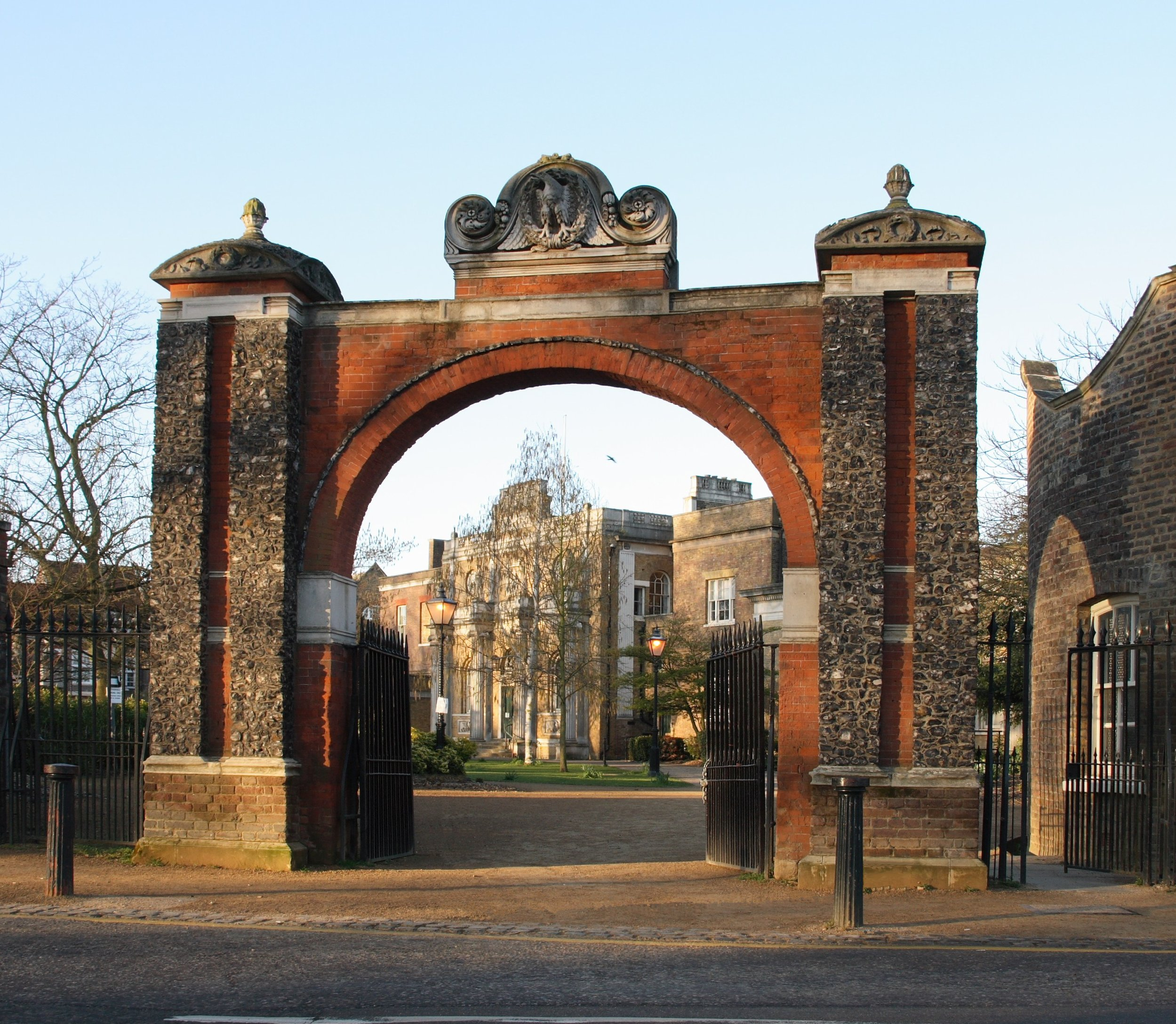
Eingangstor, entworfen von John Soane
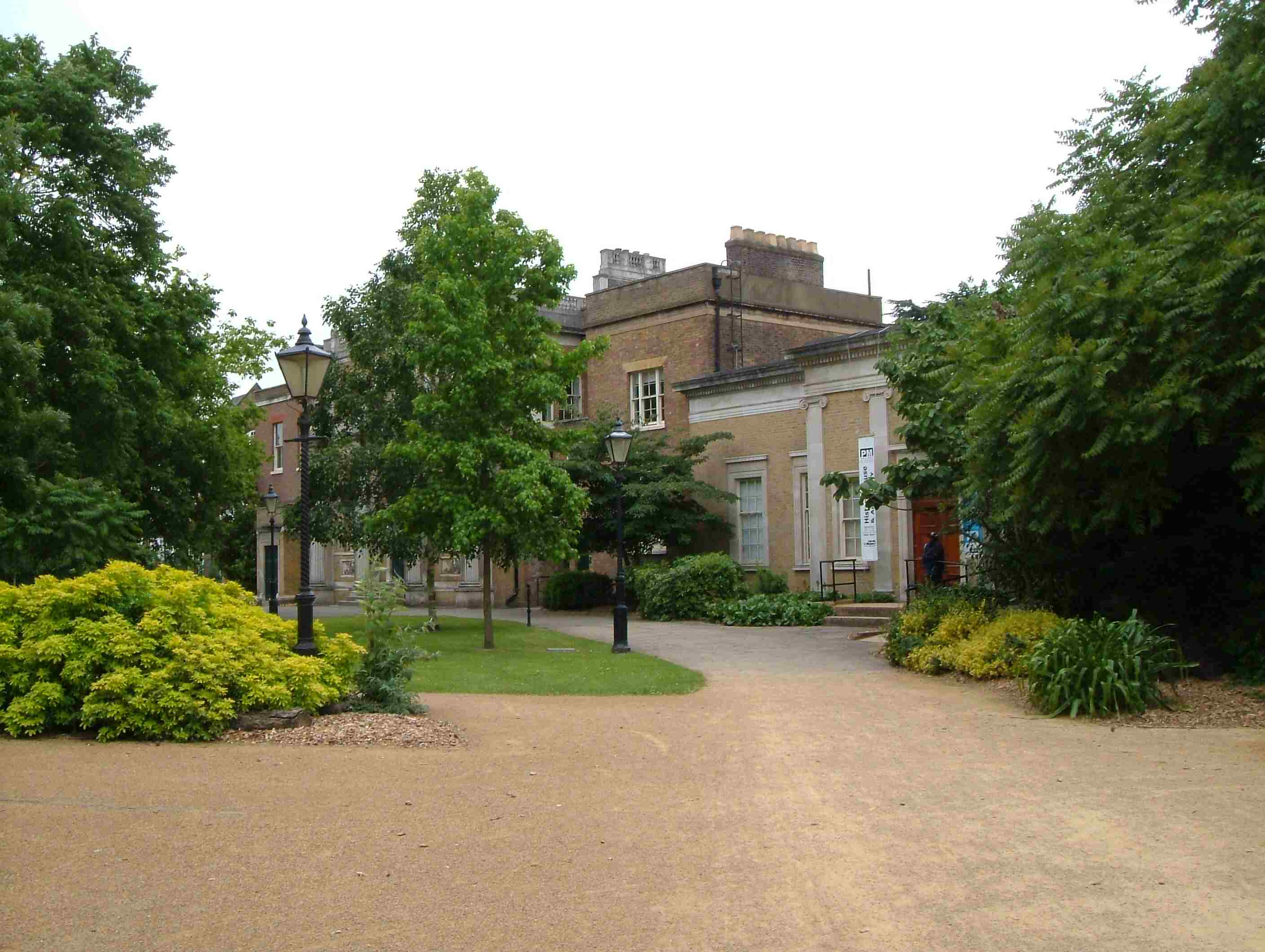
Ansicht der Ostseite
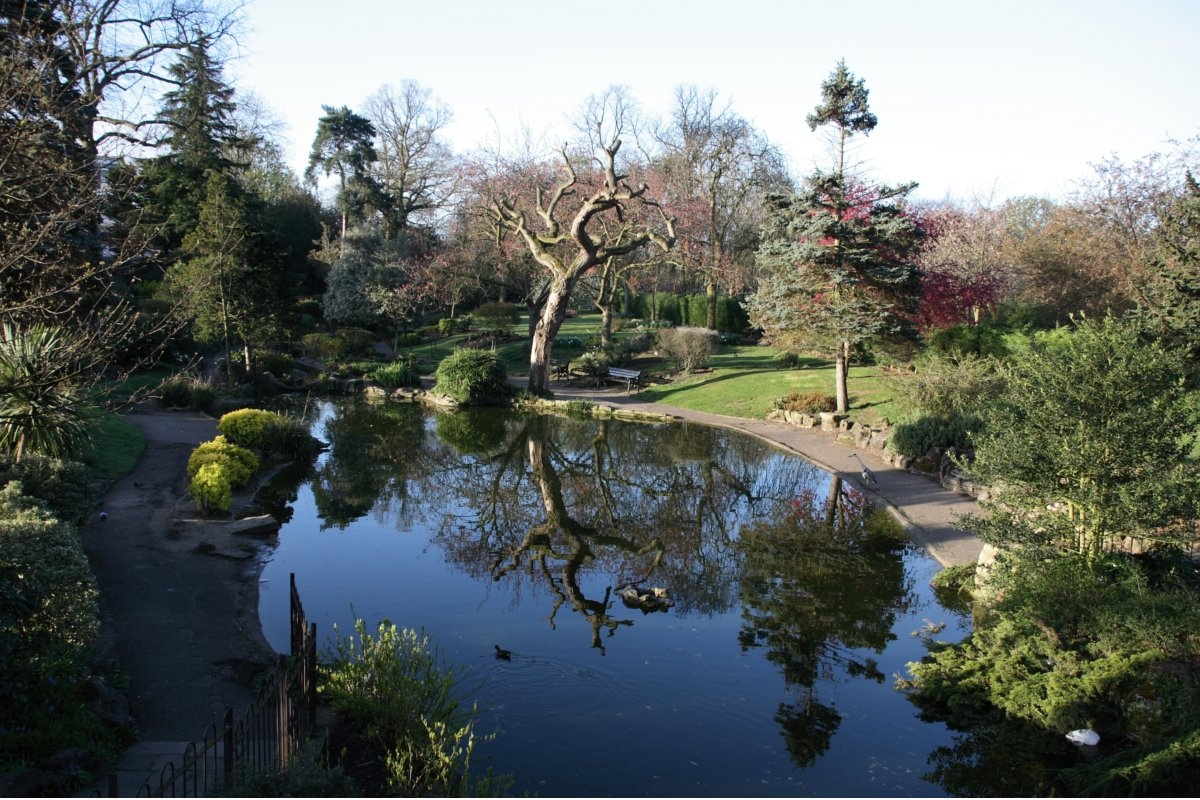
Walpole Park
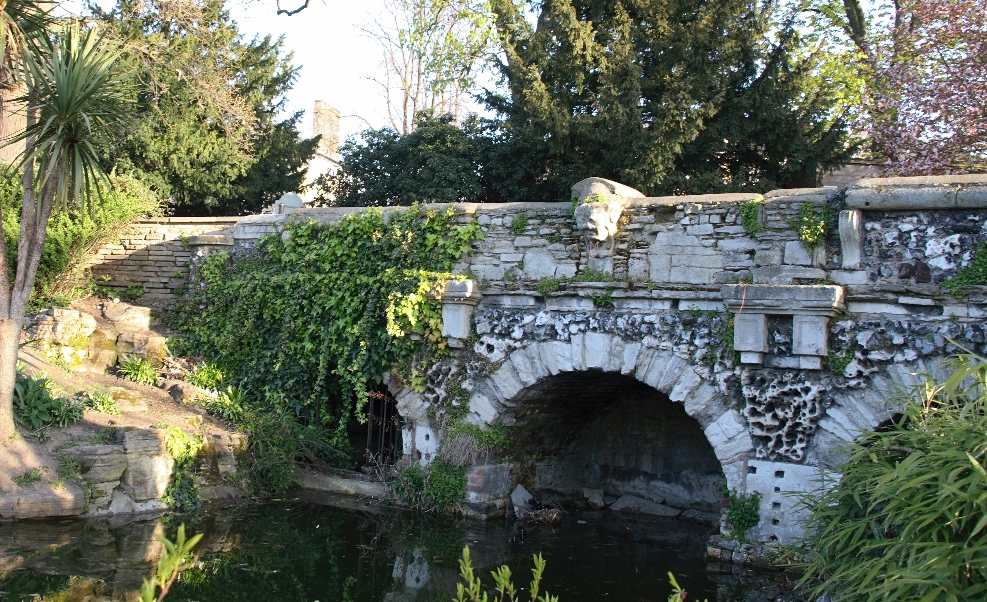
Steinerne Brücke im Walpole Park